# Sanoma
Sanoma Abp (fin: Sanoma Oyj, tidigare SanomaWSOY) är en finländsk mediegrupp med huvudkontor i Helsingfors.

## Historik
Företagets historia går tillbaka till 1889, då Eero Erkko grundade dagstidningen Päivälehti i Helsingfors som organ för den ungfinska rörelsen. Efter det att tidningen förbjudits utkomma av den tsarryska censuren, efterföljdes den 1904 av Helsingin Sanomat. Varumärket Sanoma inregistrerades samma år.
Koncernen bildades i nuvarande form 1999 genom sammanslagning av WSOY, Sanoma och Helsinki Media Company till SanomaWSOY. Företaget namnändrades till Sanoma 2008 och bedriver verksamhet inom mediabranschen, som TV, radio, tidningar (bland andra Helsingin Sanomat och Ilta-Sanomat) och tidskrifter, bokutgivning, läromedel, detaljhandel och biografer. 
Sanoma bedriver verksamhet, utöver i Finland, i bland andra de baltiska länderna, Danmark och Ryssland.
Sanoma sålde R-kioski till Reitangruppen 2012.